# Musculus tragicus

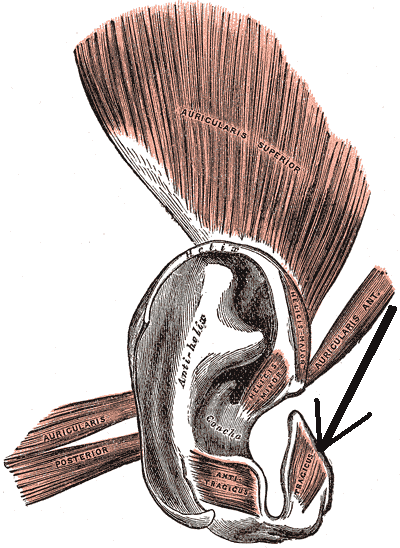
A fülkagyló izmai (a nyíl mutatja az apró izmot)

A musculus tragicus egy nagyon apró izom a fülkagylóban (concha auricularis) a fülcsap (tragus) külső felszínén.

## Funkció
A fülkagyló apró mozgatása.

## Beidegzés, vérellátás
A nervus facialis ramus temporalis nervi facialis nevű ága idegzi be. A fülizmokat az arteria occipitalis ramus auricularis arteriae occipitalis nevű ága, az arteria auricularis posterior és ennek egy apró ága, az ramus auricularis arteriae auricularis posterioris, valamint az arteria temporalis superficialis ramus auriculares anteriores arteriae temporalis superficialis nevű ága látja el vérrel.

## Külső hivatkozások
- Fül-orr-gége